# Ligne 13 - Mont-Saint-Hilaire
Pour les articles homonymes, voir Ligne 13 et Saint-Hilaire.
 (octobre 2016).
Si vous disposez d'ouvrages ou d'articles de référence ou si vous connaissez des sites web de qualité traitant du thème abordé ici, merci de compléter l'article en donnant les références utiles à sa vérifiabilité et en les liant à la section « Notes et références ».
La ligne Mont-Saint-Hilaire (ou ligne 13) est une ligne du réseau de train de banlieue de Montréal, reliant la Gare Centrale, au centre-ville de Montréal, et Mont-Saint-Hilaire, ville située sur la Rive-Sud du fleuve Saint-Laurent. Exo en est responsable.
Elle opère seulement durant les jours ouvrables avec sept départs en direction de Montréal, dont cinq le matin, un en début d'après-midi et le dernier en soirée. Ainsi, que sept retours vers la rive-sud dont, un l'après-midi, cinq en fin d'après-midi et un en soirée. Il s'agit de la seule ligne de train de banlieue à n’avoir des gares qu’à l’extérieur de l’île de Montréal, sauf celle du centre-ville. Les rames sont une propriété d'Exo mais leur opération est confiée à Bombardier Transport, et roulent sur les rails du Canadien National (CN). 
La ligne est nommée ligne Montréal/Mont-Saint-Hilaire de sa mise en service en 2000 jusqu'en 2018, année où Exo procède à la révision des dénominations des lignes de train de banlieue. Dès lors et jusqu'au 31 juillet 2023, la ligne est nommée la ligne Exo 3, date à laquelle la numérotation des lignes de train de banlieue de la région métropolitaine est revue une deuxième fois en cinq ans, en raison de la mise en service du Réseau express métropolitain.  

## Histoire
Le CN opérait un train de banlieue, une fois par jour dans chaque direction, sur la même ligne de 1859 à 1988. Cependant, avec la perte de rentabilité du service voyageur après les années 1950, le CN y utilisa à partir de la fin des années 1960 un ramassis de voitures des années 1930 et de locomotives vétustes. Le déclin de la fréquentation qui suivit mena à l’abandon du service. À la fin des années 1990, l’augmentation du trafic métropolitain et la congestion sur les ponts reliant la rive sud à Montréal, raviva la demande pour un train de banlieue. En 2000, l'Agence métropolitaine de transport (AMT) – l'ancêtre d'Exo – fait revivre cette ligne.

## Gares
| Zone | Gare                    | Ville                                   | Correspondance(s) | Transit annuel (2008) |
| ---- | ----------------------- | --------------------------------------- | --- | --------------------- |
|      |                         |                                         | |                       |
| 1    | Gare Centrale           | Montréal (arrondissement Ville-Marie)   | Autobus: STM - 35, 50, 61, 150, 168, 410, 420, 430, 747 RTL - 55, 86, 87 Exo Sud-Ouest - 28, 111 Ville de Saint-Jean-sur-Richelieu - 96A, 96E, 96S, 96L Métro: STM - station Bonaventure de la ligne 2 - orange Train: REM - Station Gare centrale de la ligne A Exo - Gare Centrale de la ligne 15 - Mascouche Via Rail - Gare centrale de Montréal des lignes Toronto–Montréal, Ottawa–Montréal, Montréal–Québec, Montréal–Halifax, Montréal–Gaspé (train hors-service temporairement), Montréal–Jonquière et Montréal–Senneterre Amtrak - Gare centrale de Montréal de la ligne New York–Montréal | 1 584 200             |
| 3    | Saint-Lambert           | Saint-Lambert                           | Autobus: RTL - 1, 6, 55, 106 Train: Via Rail - Gare de Saint-Lambert des lignes Montréal–Québec, Montréal–Halifax et Montréal–Gaspé Amtrak - Gare de Saint-Lambert de la ligne New York–Montréal | 186 900               |
| 3    | Longueuil--Saint-Hubert | Longueuil (arrondissement Saint-Hubert) | Autobus: RTL - 8, 28, 88 | 191 800               |
| 5    | Saint-Bruno             | Saint-Bruno-de-Montarville              | Autobus: RTL - 91, 92 | 264 400               |
| 5    | Saint-Basile-le-Grand   | Saint-Basile-le-Grand                   | Autobus: Exo Vallée-du-Richelieu - 24, 26, 200, 300 | 316 200               |
| 6    | McMasterville           | McMasterville                           | Autobus: Exo Vallée-du-Richelieu - 20M, 20B, 23, 200, 300, exo à la demande (Beloeil-McMasterville) | 311 800               |
| 6    | Mont-Saint-Hilaire      | Mont-Saint-Hilaire                      | Autobus: Exo Vallée-du-Richelieu - 21, 25, 300, exo à la demande (Mont-Saint-Hilaire- Otterburn Park) | 327 600               |

## Projets futurs
Depuis son inauguration en 2000, la ligne Mont-Saint-Hilaire n'a subi aucune amélioration majeure, mis à part l'ajout et la relocalisation de la gare Longueuil–Saint-Hubert. Avec l'ouverture du Réseau express métropolitain, en 2022 sur la Rive-Sud, plusieurs lignes d'autobus ne se rendront plus directement au centre-ville de Montréal. Les passagers devant effectuer une correspondance soit à la station terminale Brossard du REM, ou au terminus Longueuil, l'intérêt pour une mise à niveau de l'offre de service de la ligne se trouve ainsi justifié. 
Parmi les propositions, l'augmentation de fréquence des trains aux heures de pointe de même que la relocalisation de la gare Saint-Bruno plus proche des quartiers résidentiels figure au sommet des priorités.